# دکتری حرفه ای مهندسی
دکتری حرفه‌ای مهندسی (PDEng) یک مدرک هلندی است که به فارغ التحصیلان دوره طراحی و فناوری (مهندسی) که در آن دانشجویان قابلیت کار در یک محیط حرفه‌ای را فرا می‌گیرند اعطا می‌شود. تمرکز این دوره آموزشی بر روی اعمال تکنیک‌ها و طراحی‌های مهندسی است. طرح دکتری مهندسی برای پاسخگویی به نیاز صنعت هلند به مهندسان و طراحان حرفه‌ای راه اندازی شد. شرکت‌های تکنولوژیک به متخصصانی نیاز دارند که بتوانند محصولات و پروسه‌های جدید را طراحی و راه حل‌های نو آورانه ارائه کنند. در این دوره آموزشی همکاری نزدیکی با صنعت وجود دارد که در آن کارآموزان این فرصت را می‌یابند که در طراحی پروژه‌های یا مقیاس بزرگ در صنعت شرکت کنند. با این همکاری دوره دکتری حرفه‌ای به دانشجویان این امکان را می‌دهد که با شبکه ای از افراد در صنعت نیز آشنا شوند. این دوره آموزشی هم چنین آموزش طراحی معماری سیستم‌ها برای ساخت سیستم‌های جدید را پوشش می‌دهد. برای وارد شدن به این طرح دانشجویان نیاز دارند که حداقل یک مدرک کارشناسی ارشد در رشته‌های مرتبط داشته باشند. دوره دکتری حرفه‌ای با دوره دکتری تحقیقاتی متفاوت است.
دکتری حرفه‌ای را می‌توان از یکی از سه دانشگاه صنعتی هلند دانشگاه صنعتی دلفت، دانشگاه صنعتی آیندهون یا دانشگاه تونته کسب نمود.
در این دوره علاوه بر متخصصان صنعتی روانشناسان و معلمان خودشناسی نیز وجود دارند که به کشف استعدادهای دانشجویان کمک می‌کنند. این مدرک در حال حاضر در وزارت علوم شناخته شده نیست و بنابراین قابل تأیید در ایران نمی‌باشد با این حال تعدادی ایرانیان هر ساله در این دوره حضور دارند.

## PDEng برنامه‌ها در هر محل
PDEng برنامه در دانشگاه صنعتی دلفت
- Bioprocess Engineering (BPE)
- شیمیایی طراحی محصول (CPD)
- فرایند و طراحی تجهیزات (PED)

PDEng برنامه‌های در Eindhoven University of Technology
- خودرو طراحی سیستم‌ها (ASD)
- انفورماتیک بالینی (CI)
- اطلاعات علوم (DS)
- طراحی مهندسی برق، سیستم، آهنگ سیستم بهداشت و درمان طراحی (DEES - HSD)
- طراحی مهندسی برق سیستم‌های مسیر فناوری اطلاعات و ارتباطات (DEES - ICT)
- طراحی و تکنولوژی ابزار دقیق (DTI)
- مهندسی صنایع (IE)
- سیستم‌های مکاترونیکی طراحی (MSD)[پیوند مرده]
- فرایند و طراحی محصول (PPD)
- پزشکی واجد شرایط مهندس (QME)
- هوشمند انرژی ساختمان‌ها و شهرستانها (SEB&C)
- فناوری نرم‌افزار (ST)
- کاربر سیستم تعامل (USI)

PDEng برنامه در دانشگاه توئنته
- مهندسی عمران (CE)
- انرژی و تکنولوژی فرایند (EPT)
- بهداشت و درمان تدارکات (HL)
- تعمیر و نگهداری (MT)
- رباتیک (R)